# Kunstministerium
Unter Kunstministerium versteht man ein Ministerium, das sich um die Angelegenheiten der Kunstpolitik kümmert. Es findet sich dort, wo die Künste einen besonderen staatspolitischen Faktor darstellen. Das Portefeuille umfasst im Allgemeinen Angelegenheiten wie den Denkmalschutz, das Kulturerbe, aber auch das Urheberrecht oder die Kunstförderung für zeitgenössische Kunst. In jüngsten Jahren finden sie sich besonders in den Ländern, die nicht das europäisch geprägte museale (Bau-)Kulturerbe-Konzept verfolgen, sondern das moderne Konzept von immateriellem Kulturerbe als gelebte Kunsttradition.
Sonst sind diese Angelegenheiten auch an einem Kulturministerium, Kultusministerium oder auch Innenministerium angesiedelt.

## Liste
| Land                | Ministerium | kurz  | Portefeuilles und Anmerkungen                                     | Minister |
| ------------------- | --- | ----- | ----------------------------------------------------------------- | --- |
| Brunei              | Kementerian Penerangan, Komunikasi dan Kesenian 新加坡新闻通讯及艺术部 Ministry of Information, Communications and the Arts | MICA  | Information, Kommunikation und Kunst speziell für Kunst seit 2004 | Minister of Arts (2 Minister)                                                                                          |
| Katar               | Ministry of Culture, Arts and Heritage                                                                                      | MOC   | Kultur, Kunst und Kulturerbe                                      | Ministry of Culture, Arts and Heritage                                                                                 |
| Mauritius           | Ministry of Arts and Culture                                                                                                | MAC   | Kunst und Kultur                                                  | Minister of Arts and Culture                                                                                           |
| Österreich          | Bundesministerium für Kunst, Kultur, öffentlichen Dienst und Sport                                                          | BMKÖS | Kunst, Kultur, Öffentlicher Dienst und Sport                      | Bundesminister für Kunst (Bezeichnung unüblich)                                                                        |
| Südafrika           | Department of Arts and Culture                                                                                              | DAC   | Kunst und Kultur                                                  | Minister of Arts and Culture                                                                                           |
| Trinidad und Tobago | Ministry of The Arts and Multiculturalism                                                                                   |       | Kunst und Multikulturalität seit 2010                             | Minister of The Arts and Multiculturalism (und ein weiterer Minister in the Ministry of The Arts and Multiculturalism) |